# لا کراس (ایلینوی)
لا کراس (به انگلیسی: La Crosse) یک منطقهٔ مسکونی در ایالات متحده آمریکا است که در شهرستان هنکاک، ایلینوی واقع شده‌است. لا کراس ۱۹۶٫۹ متر بالاتر از سطح دریا واقع شده‌است.